# Ню Лексингтън
Ню Лексингтън (на английски: New Lexington) е село в Охайо, Съединените американски щати, административен център на окръг Пери.
Намира се на 70 km югоизточно от град Колумбус. Населението му е 4704 души (по приблизителна оценка от юли 2017 г.).
В Ню Лексингтън е роден журналистът Джанюариъс Макгахан (1844 – 1878).